# اسلام آباد غاماسياب عليا (مقاطعة دلفان)
اسلام‌آباد غاماسياب عليا (بالفارسية: اسلام‌آباد گاماسیاب علیا) هي قرية تقع في قسم خاوة الجنوبي الريفي (مقاطعة دلفان) في إيران. يقدر عدد سكانها بـ 183 نسمة بحسب إحصاء 2016.